# Сражение у Крупчиц
Сражение у Крупчиц — сражение русского отряда с отрядом польских повстанцев в ходе восстания Костюшко 6 (17) сентября 1794 года около кармелитского монастыря в местечке Крупчицы (сейчас деревня Чижевщина, Жабинковский район, Брестская область).

## Перед битвой

### Корпус Суворова
Корпус генерал-аншефа графа А. В. Суворова-Рымникского был образован 7 (18) августа 1794 после получения подтверждения о нежелании Порты войны с Россией, что позволило освободить находящиеся на территории Украины войска для подавления польского восстания. Утром 14 (25) августа Суворов выступил в поход с 8,000 человек.
Преодолевая расстояния до 60 км. в день пешим маршом, корпус Суворова уже к 3 (14) сентября достиг Ратно. 2 (14) и 3 (15) сентября состоялись две стычки с поляками (у Дивина и у Кобрина), в которых русским неизменно сопутствовал успех. В результате 5 (16) сентября Суворов прибыл в занятый накануне Кобрин. Узнав, что войско Сераковского направляется к Бресту, Суворов поспешил за ним.

### Дивизия Сераковского
Дивизия генерала Сераковского была сформирована из Варшавского гарнизона и первоначально выполняла задачу по прикрытию столицы от генерала Дерфельдена с юго-востока. Двигаясь на параллельных курсах с Дерфельденом, Сераковский перешёл Буг и продолжал военные действия в основном против Дерфельдена, О’Бриена де Ласси и Дивова.
После капитуляции Вильно 1 (12) августа Сераковский получил приказ от Костюшко прикрывать Брест от наступающих отрядов Буксгевдена, Маркова и австрийцев. Действия Сераковского были сильно ограничены тем, что он был вынужден действовать практически в одиночку против множества отрядов противника и невозможностью оставить без прикрытия стратегически важный Брест. В Кобрине стоял отряд кобринской конной милиции из неполных двух сотен человек под руководством Рущица. Около сотни всадников той же конницы было выдвинуто к Дивину в качестве дозора (2 (14) и 3 (15) сентября оба этих отряда были разбиты). 3 (14) сентября Сераковский получил приказ выступить против русских, 5 (16) сентября в 10-м часу достиг Крупчиц, где была обнаружена выгодная оборонительная позиция.

## Позиция и силы сторон
Сераковский занял выгодную позицию за болотистой речкой Тростяницей под защитой артиллерийской батареи из двух орудий большого калибра. Сераковский поручил командование правым крылом генералу Понятовскому, левым — генералу Красинскому, резервом — полковнику Кёнигу. В резерве находились: брестский батальон, соединенный с батальоном Рафаловича, а также полки Кёнига, Казановского и два эскадрона 3 полка авангарда литовского.
На 14 (25) сентября 1794 дивизия генерала Сераковского состояла из 6½ батальонов пехоты, 15 кавалерийских эскадронов и 26 орудий. Всего около 5000 человек. Однако есть свидетельства, что часть дивизии Сераковский оставил прикрывать Брест. Российские военные рапорты приводят другие цифры: свыше 16000 человек и 28 орудий.
Русские занимали линию вдоль противоположного берега реки. Середину занимал Буксгевден с 12 батальонами пехоты (считая справа: 2 батальона инфляндских и 2 белорусских егерей, 4 херсонских гренадеров, 3 азовских и 2 рижских мушкетеров), левый фланг — генерал Шевич 26 эскадронами кавалерии, правый — генерал Исленев с 10 эскадровами переяславского конноегерского полка. В резерве оставалось 5 эскадронов глуховских карабинеров под командованием бригадира Владычина. Авангардом в составе трех казацких полков руководил бригадир Исаев.
Таким образом, русская армия перед битвой состояла из 12 батальонов, 41 эскадрона, 3 казацких полков и 39 орудий, 21 из которых батальонное, что составляло примерно 7000 пехоты, 4000 конницы, 800 казаков и 200 человек при артиллерии.

Карта военных действий Суворова в Польше. Петрушевский А. Ф. Генералиссимус князь Суворов. С-Пб., 1884. Т. II.

## Ход сражения
Бой начался около 9 часов утра 6 (17) сентября попыткой русских с ходу преодолеть Тростяницу, но вынужденных отступить по причине обстрела польской артиллерией. Чтобы противодействовать полякам на холме неподалёку была выставлена батарея из 14 орудий под руководством бригадира Владычина, скоординированный огонь которой и наступление пехоты, вынудил поляков оставить укрепление перед мостом.
Тем временем генералом Исленевым был предпринят конный манёвр с юга, а кавалерии генерала Шевеча удалось выполнить дальний обход с северо-запада. К 15 часам русским удалось перебраться через болото, и тем самым оказаться в тылу польских позиций.
Практически окруженный Сераковский отдал приказ на отступление, для прикрытия был оставлен Брестский гарнизон Рафаловича, занимавший сильную позицию и поддержанный артиллерией. Поляки успели сформировать колонну для отступления, состоявшую из с обеих сторон прикрытой конницей пехоты. Часть дивизии, отсеченная от главной колонны, отходила самостоятельно. Битва закончилась в 16 часов.
Организованная русскими пятикилометровая погоня не принесла результата, колонна укрылась в лесу. Утром 7 (18) сентября дивизия вернулась в лагерь в Тересполе. По причине значительной утомлённости во́йска, прошедшего 560 вёрст за предыдущие 20 дней, Суворов не стал сразу преследовать Сераковского, однако после короткого отдыха приказал выдвигаться к Бресту, где уже 8 (19) сентября Сераковский был окончательно разбит.

## Потери сторон
В литературе существует серьёзные разночтения по поводу потерь сторон. Польские источники обычно приводят данные о потерях порядка 300 человек у Сераковского и «значительно больших» у Суворова.
По российским военным рапортам, поляки потеряли 3000 человек убитыми, ранеными и пленными. Подобное число потерь присутствует и у современных авторов: 2-3 тыс. человек у поляков и 700 человек у русских. Военный историк и библиограф Суворова А. Ф. Петрушевский, однако, указывал, что потери русских составили 325 человек, а цифра в 700 человек явно завышена и происходит из крайне сомнительного мемуарного источника, содержащего множество ошибок в описании сражения.
В рапорте от 8 октября Кароль Сераковский оценил свои общие потери в Крупчицком и Тереспольском сражениях в 2204 человек. Фактически все полки были обескровлены. Кобринская кавалерия исчезла из военных рапортов.

Церковь св. Владимира. Фото: В. Богданов, сентябрь 2004 г.

## Память
- В 1894 в ознаменовании столетия битвы в д. Крупчицы была возведена церковь Св. Владимира.
- В сентябре 2004 в д. Чижевщина была открыта мемориальная часовня в память о погибших в Крупчицкой битве[9].